# Джонс, Мартин (пианист)
Мартин Джонс (англ. Martin Jones; род. 4 февраля 1940, Уитни) — британский пианист.

## Биография
Учился в Королевской академии музыки у Гая Джонсона и Гвидо Агости. В 1968 году начал активную концертную деятельность, дебютировав как в Лондоне, так и в Нью-Йорке, в Карнеги-холле. В 1971—1988 годах занимал должность пианиста в резиденции в Университетском колледже в Кардиффе.
Гастролировал в США, России, Канаде, в Центральной и Южной Америке; в числе прочего исполнял:
- Концерт № 1 Д. Шостаковича с Лондонским Фестивальным оркестром,
- Рапсодию на тему Паганини С. Рахманинова,
- Рапсодию в стиле блюз Дж. Гершвина с оркестром Халле,
- Концерт для фортепиано Б. Бриттена
- Фортепианный концерт А. Шёнберга с симфоническим оркестром Аделаиды,
- Концерт № 1 К. Шарвенки.

В его репертуаре также не часто исполняемые:
- Фортепианный концерт Ф. Бузони (исполнял с симфоническим оркестром BBC)
- Фортепианный концерт К. Ламберта
- 3-й концерт А. Ходдинотта (премьера новой редакции в Променадных концертах BBC, 1974).

Осуществил множество записей, в том числе альбомы с полными собраниями сольной фортепианной музыки Феликса Мендельсона, Иоганнеса Брамса, Клода Дебюсси, Энрике Гранадоса, Кароля Шимановского и Перси Грейнджера, а также ряда произведений Ферруччо Бузони, Хоакина Нина, Ганса Галя и других не столь часто исполняемых авторов; «искусным и неутомимым» назвал Джонса журнал «Billboard» (в связи с четырьмя дисками музыки Шимановского).

## Награды и признание
- награда Майры Хесс, присуждаемая британским Благотворительным фондом музыкантов[англ.] (1968).